# Diedorf (Dermbach)
Diedorf is een plaats en voormalige gemeente in de Duitse deelstaat Thüringen, en maakt deel uit van de Wartburgkreis.
Diedorf telt  inwoners.
Diedorf werd op 1 januari opgenomen in de gemeente Dermbach.
Bernshausen · Brunnhartshausen · Dermbach · Diedorf · Föhlritz · Glattbach · Gehaus · Hartschwinden · Hohenwart · Lindenau · Lindigshof · Mebritz · Menzengraben · Neidhartshausen · Oberalba · Stadtlengsfeld · Steinberg · Unteralba · Urnshausen · Zella/Rhön